# فرشوط
مدينة فرشوط هي إحدى المدن بمحافظة قنا وتضم المدينة 7 قرى و 25 عزبة ومعظم محاصيلها الزراعية من قصب السكر، ويبلغ عدد سكانها حوالي 250 ألف نسمة تقريباً.

## التقسيم الإداري
- قرية رفاعة.
- قرية الكوم الأحمر.
- قرية الدهسة.
- قرية نجع الحاج سلام.
- قرية العسيرات.
- قرية القبيبة
- قرية الدير الشرقي.
- قرية العركي.
- قرية كوم البجا.
- قرية الحمايات الغربية والشرقيه